# Marthine Lund
Marthine Lund (30. listopadu 1816, Drammen – 15. října 1890, Bergen) byla první norská fotografka z Drammenu, která vedla fotografické studio Marthine Lund & Co. v Grændsegadenu.
Sdílela byt a studio s německou fotografkou Annou Kreetz a její neteří Octavií Sperati, herečkou. Podnikání probíhalo asi od roku 1865 do roku 1870.